# Tylopilus tabacinus
Tylopilus tabacinus (лат.) — гриб рода Тилопил семейства Болетовые (Boletaceae). Растёт на востоке США и Мексики.

## Описание
Шляпка 4,5—17,5 см в диаметре, в молодом возрасте круглая, затем становящаяся уплощённой и почти плоской. Цвет шляпки варьирует от желтовато-коричневого и оранжево-коричневого до табачно-коричневого. Поверхность сухая, бархатистая на ощупь, с возрастом может покрываться трещинами, края ровные и волнистые.
Является ли гриб съедобным, неизвестно.

## Местообитание и ареал
Tylopilus tabacinus связан с дубом, плодовые тела растут одиночно или группами на песчаных почвах под дубами либо в дубово-сосновых смешанных лесах. Встречается с июня по сентябрь.
Гриб встречается в США и Мексике. В США распространён от Флориды на север до Род-Айленда и на запад до штата Миссисипи. В Мексике был найден в туманных лесах под мексиканским эндемичным буком Fagus grandifolia (var. mexicana) в штате Идальго. Подвиды amarus и dubius — редкие и были найдены только в Гейнсвилле (Флорида).